# 유클리드 공간

3차원 유클리드 공간 상의 각 점은 3개의 좌표 축에 결정된다.

수학에서 유클리드 공간(영어: Euclidean space)은 유클리드가 연구했던 평면과 공간을 일반화한 것이다. 이 일반화는 유클리드가 생각했던 거리와 길이와 각도를 좌표계를 도입하여, 임의 차원의 공간으로 확장한 것이다. 이는 표준적인 유한 차원, 실수, 내적 공간이다.
경우에 따라서는 민코프스키 공간에 대비되는 말로서, 피타고라스의 정리에 의한 길이소의 제곱의 계수가 모두 양수인 공간을 이야기한다.

## 정의
음이 아닌 정수 {\displaystyle n=0,1,2,\dots }에 대하여, {\displaystyle n}차원 유클리드 공간 {\displaystyle \mathbb {R} ^{n}}은 집합으로서 실수 집합 {\displaystyle \mathbb {R} }의 {\displaystyle n}번 곱집합이다.
이 위에 내적
{\displaystyle \langle u,v\rangle =\sum _{i=1}^{n}u_{i}v_{i}}
를 정의하면, {\displaystyle \mathbb {R} ^{n}}은 실수 힐베르트 공간을 이룬다. 이에 따라서 유클리드 공간은 내적 공간, 바나흐 공간, 노름 공간, 벡터 공간, 완비 거리 공간, 위상 공간을 이룬다.
또한, 자명한 좌표근방계를 주어 매끄러운 다양체 및 리만 다양체로 만들 수 있다. 이 경우, 리만 계량으로 정의한 거리는 내적으로 정의한 거리와 일치하게 된다.

## 같이 보기
- 벡터 미적분학